# 40e cérémonie des Oscars
La 40e cérémonie des Oscars du cinéma eut lieu le 10 avril 1968, Civic Auditorium de Santa Monica. Le comique Bob Hope assura l'animation de la soirée. La cérémonie dut originellement avoir lieu le 8 avril 1968, mais fut reportée à cause de l’assassinat de Martin Luther King.

## Palmarès et nominations
Les gagnants sont indiqués ci-dessous en premier de chaque catégorie et en caractères gras.

### Meilleur film
- Dans la chaleur de la nuit (In the Heat of the Night) - Walter Mirisch, producteur
  - Bonnie and Clyde (Bonnie and Clyde) -  Warren Beatty, producteur
  - L'Extravagant Docteur Dolittle (Doctor Dolittle) -  Arthur P. Jacobs, producteur
  - Le Lauréat (The Graduate) - Lawrence Turman, producteur
  - Devine qui vient dîner ? (Guess Who's Coming to Dinner) - Stanley Kramer, producteur

### Meilleur réalisateur
- Mike Nichols - Le Lauréat
  - Arthur Penn - Bonnie and Clyde
  - Stanley Kramer - Devine qui vient dîner ?
  - Norman Jewison - Dans la chaleur de la nuit
  - Richard Brooks - De sang-froid (In Cold Blood) de Richard Brooks

### Meilleur acteur
- Rod Steiger - Dans la chaleur de la nuit
  - Warren Beatty - Bonnie and Clyde
  - Dustin Hoffman - Le Lauréat
  - Paul Newman - Luke la main froide (Cool Hand Luke) de Stuart Rosenberg
  - Spencer Tracy - Devine qui vient dîner ?

### Meilleure actrice
- Katharine Hepburn - Devine qui vient dîner ?
  - Anne Bancroft - Le Lauréat
  - Faye Dunaway - Bonnie and Clyde
  - Dame Edith Evans - Les Chuchoteurs (The Whisperers) de Bryan Forbes
  - Audrey Hepburn - Seule dans la nuit (Wait until Dark) de Terence Young

### Meilleur acteur dans un second rôle
- George Kennedy - Luke la main froide
  - John Cassavetes - Les Douze Salopards (The Dirty Dozen) de Robert Aldrich
  - Gene Hackman - Bonnie and Clyde
  - Cecil Kellaway - Devine qui vient dîner ?
  - Michael J. Pollard - Bonnie and Clyde

### Meilleure actrice dans un second rôle
- Estelle Parsons - Bonnie and Clyde
  - Carol Channing - Millie (Thoroughly Modern Millie) de George Roy Hill
  - Mildred Natwick - Pieds nus dans le parc (Barefoot in the Park) de Gene Saks
  - Beah Richards - Devine qui vient dîner ?
  - Katharine Ross - Le Lauréat

### Meilleur film étranger
- Trains étroitement surveillés (Ostře sledované vlaky) de Jiří Menzel •  Tchécoslovaquie
  - Chieko-sho (智恵子抄) de Noboru Nakamura •  Japon
  - El amor brujo de Francisco Rovira Beleta •  Espagne
  - J'ai même rencontré des tziganes heureux (Skupljaci perja) d'Aleksandar Petrović •  Yougoslavie
  - Vivre pour vivre de Claude Lelouch •  France

### Meilleur scénario original
- William Rose - Devine qui vient dîner ?
  - David Newman et Robert Benton - Bonnie and Clyde
  - Jorge Semprún - La guerre est finie d'Alain Resnais
  - Robert Kaufman et Norman Lear - Divorce à l'américaine (Divorce American Style) de Bud Yorkin
  - Frederic Raphael - Voyage à deux (Two for the Road) de Stanley Donen

### Meilleure adaptation
- Stirling Silliphant - Dans la chaleur de la nuit, d'après le roman homonyme de John Ball
  - Donn Pearce et Frank R. Pierson - Luke la Main Froide, d'après le roman homonyme de Donn Pearce
  - Calder Willingham et Buck Henry - Le Lauréat, d'après le roman éponyme de Charles Webb
  - Richard Brooks - De Sang-Froid, d'après le roman éponyme de Truman Capote
  - Joseph Strick et Fred Haines - Ulysses (Ulysses) de Joseph Strick, d'après le roman éponyme de James Joyce

### Meilleure direction artistique
- John Truscott, Edward Carrere et John W. Brown - Camelot (Camelot) de Joshua Logan
  - Mario Chiari, Jack Martin Smith, Ed Graves (en), Walter M. Scott et Stuart A. Reiss - L'Extravagant Docteur Dolittle
  - Robert Clatworthy et Frank Tuttle - Devine qui vient dîner ?
  - Renzo Mongiardino, John DeCuir, Elven Webb, Giuseppe Mariani (en), Dario Simoni et Luigi Gervasi (en) - La Mégère apprivoisée (The Taming of the Shrew) de Franco Zeffirelli
  - Alexander Golitzen, George C. Webb (en) et Howard Bristol (en) - Millie

### Meilleure photographie
- Burnett Guffey - Bonnie and Clyde
  - Richard H. Kline - Camelot
  - Robert Surtees - L'Extravagant Docteur Dolittle
  - Robert Surtees - Le Lauréat
  - Conrad Hall - De sang-froid

### Meilleurs costumes
- John Truscott - Camelot
  - Bill Thomas - Le Plus Heureux des milliardaires (The Happiest Millionaire) de Norman Tokar
  - Theadora Van Runkle - Bonnie and Clyde
  - Irene Sharaff et Danilo Donati - La Mégère apprivoisée
  - Jean Louis - Millie

### Meilleur documentaire
- La Section Anderson, de Pierre Schœndœrffer
  - Festival (Festival), de Murray Lerner
  - Harvest (Harvest), de Carroll Ballard
  - A King's Story (A King's Story), de Harry Booth
  - A Time for Burning (A Time for Burning), de  William C. Jersey

### Meilleur montage
- Hal Ashby - Dans la chaleur de la nuit
  - Frank P. Keller - Beach Red de Cornel Wilde
  - Michael Luciano - Les Douze Salopards
  - Samuel E. Beetley et Marjorie Fowler - L'Extravagant Docteur Dolittle
  - Robert C. Jones - Devine qui vient dîner ?

### Meilleure bande originale

#### Originale
- Elmer Bernstein - Millie
  - Lalo Schifrin - Luke la main froide
  - Leslie Bricusse - L'Extravagant Docteur Dolittle
  - Richard Rodney Bennett - Loin de la foule déchaînée (Far from the Madding Crowd) de John Schlesinger
  - Quincy Jones - De sang-froid

#### adaptation
- Alfred Newman et Ken Darby - Camelot
  - Lionel Newman et Alexander Courage - L'Extravagant Docteur Dolittle
  - Frank De Vol - Devine qui vient dîner ?
  - André Previn et Joseph Gershenson (de) - Millie
  - John Williams - La Vallée des poupées (Valley of the Dolls) de Mark Robson

### Meilleure chanson
- Talk to the Animals, musique et texte de Leslie Bricusse - L'Extravagant Docteur Dolittle
  - The Bare Necessities, musique et texte de Terry Gilkyson - Le Livre de la Jungle (The Jungle Book) de Wolfgang Reitherman
  - The Eyes of Love, musique de Quincy Jones, texte de Bob Russell (en) - Banning de Ron Winston
  - The Look of Love, musique de Burt Bacharach, texte de Hal David - James Bond 007 - Casino Royale (Casino Royale) de Val Guest, Kenneth Hughes, John Huston, Joseph McGrath et Robert Parrish
  - Thoroughly Modern Millie, musique et texte de Jimmy Van Heusen et Sammy Cahn - Millie

### Meilleur son
- Samuel Goldwyn Studio Sound Department - Dans la Chaleur de la Nuit
  - Seven Arts Studio Sound Department - Camelot
  - Metro Goldwyn Mayer Studio Sound Department - Les Douze Salopards
  - Universal City Studio Sound Department - Millie
  - 20th Century-Fox Studio Sound Department - L'Extravagant Docteur Dolittle

### Meilleurs effets spéciaux
- L'Extravagant Docteur Dolittle (Doctor Dolittle) – L.B. Abbott
  - Tobrouk, commando pour l'enfer (Tobruk) – Howard A. Anderson, Jr. (en) et Albert Whitlock (en)

### Meilleur court métrage (prises de vues réelles)
- A Place to Stand (A Place to Stand), de Christopher Chapman
  - ''Vogue-à-la-mer (en) de Bill Mason
  - Sky Over Holland (Sky Over Holland), de John Fernhout
  - Stop, Look and Listen (Stop, Look and Listen), de Len Janson et Chuck Menville

### Meilleur court métrage (documentaire)
- The Redwoods (The Redwoods), de Mark Jonathan Harris (en) et Trevor Greenwood
  - Monument to the Dream (Monument to the Dream), de Charles Guggenheim et L.T. Iglehart
  - A Place to Stand (A Place To Stand), de Christopher Chapman
  - See You at the Pillar (See You at the Pillar), de Robert Fitchett
  - While I Run This Race (While I Run This Race), de Edmond Levy

### Meilleur court métrage (animation)
- The Box (The Box), de Fred Wolf
  - Hypothèse Beta (Hypothèse Beta), de Jean-Charles Meunier
  - What on Earth! (What on Earth!), de Les Drew et Kaj Pindal

### Oscar d'honneur
Arthur Freed - Pour son service distingué à l'Académie et la production de six récompenses télévisuelles

## Statistiques
nombre de récompenses/nombre de nominations
- Dans la chaleur de la nuit - 5/7
- Camelot - 3/5
- Bonnie and Clyde - 2/10
- Devine qui vient dîner ? - 2/10
- L'Extravagant Docteur Dolittle - 2/9
- Millie - 1/7
- Le Lauréat - 1/7
- Luke la main froide - 1/4
- Les Douze Salopards - 1/4
- Trains étroitement surveillés - 1/1